# Camino del Ser

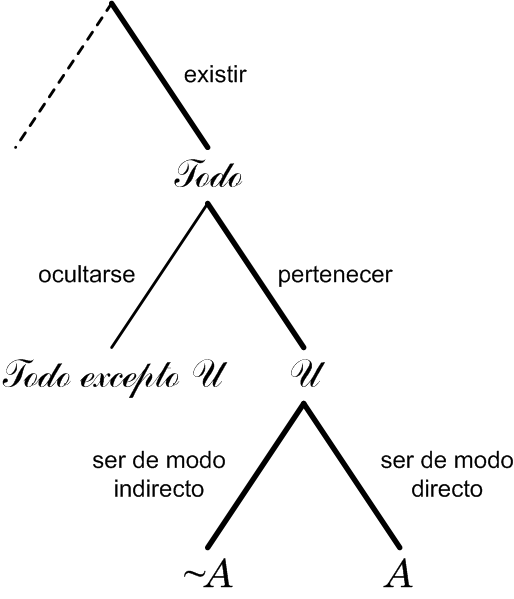
"Las tres bifurcaciones del Camino del Ser" (Juan José Luetich, 2003)

El Camino del Ser (o el Árbol del Ser) es una alegoría del pensamiento con palabras introducida en el artículo Las tres bifurcaciones de Juan José Luetich. Esta figura retórica es una extensión de la usada por el filósofo griego Parménides de Elea en el poema Sobre la naturaleza para describir su recorrido en busca de la verdad. El poema de Parménides es tenido por muchos como la primera obra filosófica en el sentido estricto del término.
De todos los entes que existen (Todo), los que están bajo consideración constituyen el universo U y, de ellos, los que se ajustan a la definición pertenecen al conjunto A. Las "tres bifurcaciones" corresponden respectivamente a dos cuestiones y un dilema:
- la "cuestión de existir" de Jenófanes de Colofón ([existir, ser] o [no existir, no ser]),
- la "cuestión de ser" de Parménides ([estar en U, pertenecer, mostrarse] o [existir, pero no estar en U, ocultarse]) y
- el "dilema de pertenecer" de Lewis Carroll ([pertenecer a A, ser algo de modo directo] o [pertenecer a no A, ser algo de modo indirecto]).

En filosofía, importa sobre todo la cuestión de ser, es decir: mostrarse u ocultarse. A la cuestión de existir y al dilema de pertenecer se los enfoca desde la segunda bifurcación.
La alegoría establece entonces una relación entre la ontología y la teoría de conjuntos: el camino con tres bifurcaciones —técnicamente, un árbol— es una estructura jerárquica, como los diagramas de Venn.
El recorrido con bifurcaciones que realiza quien se involucra en el problema del ser es el "viaje iniciático". El recorrido que realiza quien meramente observa el problema es el "viaje turístico", que no tiene bifurcaciones sino tramos. Este último fue presentado en el Escrito en homenaje a Jenófanes de Colofón, Parménides de Elea y Lewis Carroll.
La siguiente es la descripción de la alegoría: 

El camino del ser está representado como una cinta asfáltica. De izquierda a derecha, el tramo antes de la primera curva tiene a un lado el Todo y al otro, nada: es el tramo en el que se detuvo Jenófanes de Colofón, maestro de Parménides cuyas meditaciones acerca de la existencia ejercieron influencia sobre su discípulo. Del lado del Todo se ha representado un galpón, un granero, un árbol y un carro. El tramo entre ambas curvas es aquel que recorrió Parménides, quien probablemente había sido iniciado en los misterios sobre la cuestión de existir pero puso su atención en la cuestión de ser, con lo que fundó la filosofía. A un lado de ese tramo (el del universo U) quedaron el galpón, el granero y el carro; al otro lado (el del Todo excepto U), oculto tras un cerco, el árbol, que no ha sido considerado. En el último tramo, después de la segunda curva, están a un lado (A) los entes que se corresponden directamente con la definición, el galpón y el granero, y al otro lado (~A), el que se opone a la definición, el carro. La definición es: (A) Construcciones rurales. A este último tramo se refirió Lewis Carroll.

A cada tramo-bifurcación están asociados una pregunta y un lenguaje.
| tramo-bifurcación    | pregunta   | lenguaje   |
| cuestión de existir  | ¿Para qué? | poético    |
| cuestión de ser      | ¿Qué?      | filosófico |
| dilema de pertenecer | ¿Por qué?  | técnico    |

El lenguaje poético (metafórico), de múltiples significaciones, es el del arte y la religión; el lenguaje filosófico (alegórico), de dos sentidos, es el de la filosofía; el lenguaje técnico (formal), de una palabra para cada cosa, es el de las matemáticas y la ciencia.
El Camino del Ser ha sido representado también de otras formas topológicamente equivalentes.

## Imágenes
- Las tres bifurcaciones del Camino del Ser
- El Camino del Ser (viaje turístico)
- Tramos-bifurcaciones, preguntas y lenguajes